# Jenny Stene
Jenny Østre Stene (Lørenskog, 8 de marzo de 1998) es una deportista noruega que compite en tiro, en la modalidad de rifle.
Ganó dos medallas en el Campeonato Mundial de Tiro de 2022 y siete medallas en el Campeonato Europeo de Tiro entre los años 2019 y 2024.
En los Juegos Europeos de Cracovia 2023 consiguió dos medallas, oro en rifle 3 posiciones 50 m y bronce en rifle 3 posiciones 50 m mixto.

## Palmarés internacional
| Campeonato Mundial | Campeonato Mundial  | Campeonato Mundial | Campeonato Mundial               |
| Año                | Lugar               | Medalla            | Prueba                           |
| ------------------ | ------------------- | ------------------ | -------------------------------- |
| 2022               | El Cairo (Egipto)   | Medalla de oro     | Rifle 3 posiciones 50 m mixto    |
| 2022               | El Cairo (Egipto)   | Medalla de plata   | Rifle 3 posiciones 50 m          |
| Juegos Europeos    |                     |                    |                                  |
| Año                | Lugar               | Medalla            | Prueba                           |
| 2023               | Breslavia (Polonia) | Medalla de oro     | Rifle 3 posiciones 50 m          |
| 2023               | Breslavia (Polonia) | Medalla de bronce  | Rifle 3 posiciones 50 m mixto    |
| Campeonato Europeo |                     |                    |                                  |
| Año                | Lugar               | Medalla            | Prueba                           |
| 2019               | Lonato (Italia)     | Medalla de bronce  | Rifle 3 posic. 50 m              |
| 2021               | Osijek (Croacia)    | Medalla de bronce  | Rifle 3 posic. 50 m mixto        |
| 2022               | Breslavia (Polonia) | Medalla de plata   | Rifle en pos. tendida 50 m       |
| 2022               | Breslavia (Polonia) | Medalla de plata   | Rifle 3 posiciones 50 m mixto    |
| 2022               | Breslavia (Polonia) | Medalla de plata   | Rifle en pos. tendida 50 m mixto |
| 2023               | Tallin (Estonia)    | Medalla de bronce  | Rifle 10 m mixto                 |
| 2024               | Osijek (Croacia)    | Medalla de bronce  | Rifle en pos. tendida 50 m       |